# Христо Арангелов
Христо Арангелов е бивш български футболист и треньор, роден на 25 февруари 1978 г., в София.

## Биография
Арангелов е юноша на Левски (София). Състезателната му кариера преминава през различни български клубове като Пирин (Благоевград), Миньор (Перник), Марек (Дупница), Дунав (Русе), Хебър (Пазарджик), Спартак (Варна) и Балкан (Ботевград), с който има записани най-много участия в първенствата.
През 2013 година става треньор във футболната академия на „ДИТ Спорт“. Под негово ръководство отборът на „ДИТ“ до 17 години постига най-големия успех за школата като през сезон 2014/15 става шампион на България в Елитната юношеска група U17, изпреварвайки в крайното класиране „Литекс“ (Ловеч) и „Левски“ (София).
От лятото на 2015 година Арангелов е помощник-треньор на Николай Митов в „Септември“ (София), придобит по-рано през годината от „ДИТ Груп“. През пролетния полусезон на 2015/16, той замества като старши треньор на „септемврийци“, преминалия в „Пирин“ (Рз) Митов. В този период „Септември“ се състезава в Югозападната В група основно с юноши от своята школа и с няколко по-опитни състезатели като Антонио Павлов, Александър Манолов и Николай Николов. Арангелов записва с този състав една убедителна победа с 11:0 срещу „Германея“, но и сериозна загуба от ЦСКА с 1:8. Той води „Септември“ в полуфинала за Купата на Аматьорската футболна лига срещу „Несебър“ в Пловдив, завършил 4:4 и загубен с дузпи. В първенството на В група отборът завършва на 8-мо място, записвайки през пролетта 3 победи, 1 равен и 12 загуби, при голова разлика 31:45.
Междувременно Арангелов за кратко води и кипърския втородивизионен клуб „НС Еримис“. След завръщането на Митов в „Септември“ в средата на 2016 г., той отново става негов помощник.
На 2 март 2017 г., Николай Митов, разтрогва договора си с клуба след покана да заеме овакантения мениджърски пост в „Левски“ (Сф). Ръководството на „септемврийци“ за втори път гласува доверие на Арангелов като старши треньор, който поема отбора на първо място в класирането на Втора лига, с поставената цел за промоция в Първа лига.